# Ayguemorte-les-Graves
Ayguemorte-les-Graves är en kommun i departementet Gironde i regionen Nouvelle-Aquitaine i sydvästra Frankrike. Kommunen ligger i kantonen La Brède som tillhör arrondissementet Bordeaux. År 2022 hade Ayguemorte-les-Graves 1 402 invånare.

## Befolkningsutveckling
Antalet invånare i kommunen Ayguemorte-les-Graves
Referens:INSEE